# Hermann Mark
Herman Francis Mark (Viena, 3 de maio de 1895 — Austin, 6 de abril de 1992) foi um químico austríaco naturalizado estadunidense.
É reconhecido por suas contribuições ao desenvolvimento da ciência dos polímeros. Seu trabalho com difração de raios X para o estudo da estrutura molecular de fibras forneceu evidências claras para a teoria macromolecular da estrutura de polímeros. Juntamente com Houwink formulou uma equação, atualmente conhecida como equação de Mark-Houwink, descrevendo a dependência da viscosidade intrínseca de um polímero de sua massa molecular relativa (massa molecular).